# 독발필고
독발필고(禿髮匹孤, ? ~ ?)는 중국 후한 말기 서북부에 있던 선비족의 일파인 독발선비의 수령이자 그 시조이며, 독발오고의 8세조이다. 

## 생애
본디 탁발선비의 수장인 탁발힐분의 장남이며, 탁발힐분이 자신이 아닌 동생 탁발역미에게 수령 자리를 넘겨주자 자신의 세력을 이끌고 북부 변방에서 하서(河西)로 옮겼다. 그 세력은 동쪽으로는 맥전(麥田), 견둔(牽屯)에 이르고, 서쪽으로는 습라(濕羅)에 이르고, 남쪽으로는 요하(澆河)에 이르고, 북쪽으로는 대막(大漠)에 이르렀다.
'독발(禿髮)'과 '탁발(拓跋)'은 본디 같은 음의 표기인데 이 때 표기가 갈리면서 부족도 갈리게 되었다.

## 참고 문헌
- 《진서(晉書)》
- 《신당서(新唐書)》